# Bassenge (Belgique)
Pour les articles homonymes, voir Bassenge.
Bassenge (en néerlandais Bitsingen, en wallon Bassindje) est une commune francophone de Belgique située en Région wallonne dans la province de Liège, ainsi qu'une localité où siège son administration.

## Géographie

### Situation et description du village
Le village de Bassenge se situe au centre de la commune et dans la vallée du Geer, entre les villages de Roclenge-sur-Geer et Wonck. Houtain-Saint-Siméon se trouve sur le plateau à environ 2 km au sud.
L'église Saint-Pierre construite en brique avec une tour composée de bandeaux de pierre de taille et de brique de situe sur la rive gauche du Geer au pied du versant boisé.

### Situation et géographie de la commune
La commune occupe pour l'essentiel la basse vallée du Geer, avant son confluent avec la Meuse à Maastricht. Le Geer traverse chacun des six villages de la commune en passant d'amont vers l'aval (et de l'ouest vers l'est) à Glons, Boirs, Roclenge-sur-Geer, Bassenge, Wonck et Ében-Émael. Les cinq premiers villages traversés par la rivière forment une agglomération continue aussi bien en rive droite qu'en rive gauche du Geer.
La basse vallée du Geer est connue pour son sous-sol composé de tuffeau, de craie et de silex qui sont ou furent exploités dans de nombreuses carrières qui formèrent autant de grottes.
La Montagne Saint-Pierre sépare la vallée du Geer de celle de la Meuse. Elle est limitée au nord par le canal Albert. Elle fait partie de la région de la Basse-Meuse.

### Sections de la commune
| # | Nom               | Superf. (km²) | Habitants (2020) | Habitants par km² | Code INS |
| - | ----------------- | ------------- | ---------------- | ----------------- | -------- |
| 1 | Bassenge          | 3,98          | 1.058            | 266               | 62011A   |
| 2 | Roclenge-sur-Geer | 2,63          | 1.195            | 454               | 62011B   |
| 3 | Boirs             | 4,64          | 880              | 190               | 62011C   |
| 4 | Glons             | 7,54          | 2.651            | 352               | 62011D   |
| 5 | Wonck             | 10,47         | 1.482            | 141               | 62011E   |
| 6 | Ében-Émael        | 8,80          | 1.662            | 189               | 62011F   |

### Communes limitrophes
| Tongres  | Riemst   |      |
|          | Bassenge | Visé |
| Juprelle | Oupeye   |      |

## Démographie

### Démographie: Avant la fusion des communes
- Source: DGS recensements population

### Démographie: Commune fusionnée
En tenant compte des anciennes communes entraînées dans la fusion de communes de 1977, on peut dresser l'évolution suivante :
Les chiffres des années 1831 à 1970 tiennent compte des chiffres des anciennes communes fusionnées.
- Source: DGS , de 1831 à 1981=recensements population; à partir de 1990 = nombre d'habitants chaque 1 janvier[2]

## Histoire
La vallée aurait été le lieu de la plus importante défaite de Jules César de la Guerre des Gaules, la Bataille d'Aduatuca contre les Éburons en 54 av. J.-C.. Les villages de la commune de Bassenge existent depuis le haut Moyen Âge, et les fouilles archéologiques attestent de la présence de populations depuis l'époque de la Culture rubanée appelée culture omalienne en Belgique.
Depuis que le territoire fut annexé à la France durant la Révolution française, le territoire fut intégré au département de la Meuse-Inférieure, qui deviendra en 1815 la province de Limbourg, en 1839 la province de Limbourg (Belgique). En 1963, à la suite du comptage des langues indiquant qu'une majorité de la population était devenue francophone, le village de Bassenge a été transféré à la province de Liège; les villages de Glons, Boirs et Roclenge sur Geer faisant déjà partie de cette province auparavant.
Au XIXe siècle, et jusqu'à la période antérieure à la crise mondiale des années 1930, les villages de la commune de Bassenge étaient renommés pour l'industrie de la paille,.

## Héraldique
|  | La ville possède des armoiries le 15 juillet 2003. Les villages de Bassenge et de Roclenge étaient possessions de l'Abbaye Saint-Jacques de Liège. Les armoiries sont inspirées de celles du chapitre de cette abbaye. Blasonnement : D'azur à un dextrochère mouvant du flanc senestre et tenant une crosse abbatiale, le crosseron tourné à dextre, ladite crosse adextrée d'une fleur de lis épanouie et senestrée de deux étoiles à six rais, le tout d'or. Source du blasonnement : Heraldy of the World. |

## Politique et administration

### Conseil et collège communal 2018-2024
Ci-dessous, le tableau des résultats des élections communales de 2024.
| Parti | Parti           | Voix (2024) | Voix (2018) | % (2024) | % (2018) | +/-    | Sièges  | +/- | Collège |
| ----- | --------------- | ----------- | ----------- | -------- | -------- | ------ | ------- | --- | ------- |
|       | BASSENGEOIS.E   | 1.845       | -           | 34,36%   | -        | 0.0 %  | 7 / 21  | 7.0 | Non     |
|       | BASSENGE DEMAIN | 3.525       | 3.320       | 65,64%   | 59,05%   | 6.59 % | 14 / 21 | 2.0 | Oui     |
|       | ECOLO           | -           | 967         | -        | 17,20%   | 0.0 %  | - / 21  | 3.0 | Non     |
|       | PS              | -           | 1.335       | -        | 23,75%   | 0.0 %  | - / 21  | 4.0 | Non     |
| Total | Total           | 5 370       | 5 622       | 100 %    | 100 %    |        | 21      |     |         |

### Conseil et collège communal 2024-2030
| Collège communal  |                       |                               |
| ----------------- | --------------------- | ----------------------------- |
| Bourgmestre       | Valérie Hiance        | Les Engagés - BASSENGE DEMAIN |
| 1er Échevin       | Audun Brouns          | MR - BASSENGE DEMAIN          |
| 2e Échevin        | Philippe Knapen       | Les Engagés - BASSENGE DEMAIN |
| 3e Échevin        | Charles-Henri Kuppens | MR - BASSENGE DEMAIN          |
| 4e Échevine       | Caroline Vrijens      | MR - BASSENGE DEMAIN          |
| Président du CPAS | Tom Bosseloir         | MR - BASSENGE DEMAIN          |

### Liste des bourgmestres depuis 1830
- Ghislain Hiance, de 1989 à 2006, (PSC)
- Josly Piette, de 2007 à 2018, (CDH).
- Valérie Hiance, à partir de 2019, (Les Engagés)[7].

## Patrimoine et culture

### Patrimoine architectural et sites
- Fort d'Ében-Émael
- Tour d'Eben-Ezer
- Montagne Saint-Pierre
- Le Petit Lourdes
- Le patrimoine immobilier classé
- De nombreuses anciennes carrières souterraines de marne et de silex (voir Carrières souterraines à Bassenge sur Wikimedia)

#### Cimetière
Le cimetière de Bassenge est situé à l'église Saint-Pierre.

### Culture

#### Folklore

##### Les cramignons
Chaque année depuis le XIVe siècle, du début de septembre à la mi-octobre, les rues sont animées par les cramignons (des farandoles déambulant dans les villages au son de la fanfare). Ces défilés, trouvant leur origine en la célébration de la fin des moissons, se tiennent tour à tour dans chaque village de la Vallée du Geer et aux abords. Chaque village célèbre son cramignon lors de la fête dédiée à son Saint Patron. Garçons et filles défilent en couple, endimanchés de costumes et de robes tout en riant et chantant en wallon sur les airs de musique joués par l'orchestre qui les précède et les accompagne.

##### Les carnavals
Les villages de la commune de Bassenge conservent la coutume d'un carnaval particulier, particulièrement à Eben-Emael, occupé par les « Houres ». Carnaval d'origine très ancienne pendant lequel les jeunes se masquent et marchent dans les rues en noircissant le visage des passants non masqués. Le costume traditionnel est ligné noir et rouge.

## Économie

### Industrie
- Le Val du Geer - Entreprise de travail adapté (ETA) reconnue par l'AVIQ sous le numéro 125 :
  - Travail du bois (Caisserie - Paletterie - Réparation de palettes) ;
  - Logistique centre agréé Val-I-Pac ;
  - Conditionnement Hospitalier en salles blanches ;
  - Conditionnement Pharmaceutique en salles blanches agréé AFMPS.